# Rolf Krauss
Pour les articles homonymes, voir Krauss.
Rolf Krauss, né le 11 novembre 1942 à Heidelberg (Allemagne), est un égyptologue allemand.
Pour lui, la Bible fut rédigée du VIIe au IIe siècle av. J.-C.. À cette époque, le Moyen-Orient vivait sous la coupe de l’envahisseur perse. Il démontre que le but des rédacteurs de la Bible était de faire naître un sentiment d’unité nationale suffisamment puissant pour rassembler les tribus qui s’opposaient en luttes fratricides. Ils se seraient inspirés de différents faits réels, de traditions historiques, de récits anciens, qu’ils ont orientés vers le but recherché : unir les hébreux en une seule nation par l’adoption d’une religion.

## Publications
- « Das Ende der Amarnazeit », Hildesheimer Ägyptologische Beiträge, no 7,‎ 1978
- « Sothis und Monddaten: Studien zur astronomischen und technischen Chronologie Altägyptens », Hildesheimer Ägyptologische Beiträge, no 20,‎ 1985
- Zum archäologischen Befund im thebanischen Königsgrab Nr. 62, n°118, pp.165-181, Mitteilungen der deutschen Orientgesellschaft zu Berlin, Berlin, 1986.
- Das Kalendarium des Papyrus Ebers und seine chronologische Verwertbarkeit, pp 75-96, Ägypten und Levante, Zeitschrift für ägyptische Archäologie und deren Nachbargebiete, Wien 3, 1992.
- Beyond Light and Shadow: The Role of Photography in Certain Paranormal Phenomena : An Historical Survey, éd. Nazraeli Pr, Mars 1996,  (ISBN 3923922388)
- Astronomische Konzepte und Jenseitsvorstellungen in den Pyramidentexten, Harrassowitz, Wiesbaden, 1997.
- Das Moses-Rätsel Auf den Spuren einer biblischen Erfindung, Ullstein Verlag, München, 2001,  (ISBN 3550071728)
- Moïse, le pharaon, traduction de Nathalie Baum, édition du Rocher, 04/2005,  (ISBN 2-268-03781-9)
- Ancient Egyptian Chronology [détail des éditions]